# NODU
En France, le NODU (nombre de doses unités) est un indicateur de suivi du recours aux produits phytosanitaires qui a été défini dans le cadre du plan Écophyto. C'est dans le cadre de ce plan, l'un des trois indicateurs agro-environnementaux retenus, les deux autres étant le QSA (quantité de substances actives vendues) et l'IFT (indicateur de fréquence de traitement).
Cet indicateur correspond à un nombre de traitements moyens appliqués annuellement à l'ensemble des cultures.
Il fait appel à la notion de « dose unité », dose spécifique à chaque usage (couple « produit -  usage »), qui permet de s'affranchir des substitutions de substances actives par de nouvelles substances efficaces à plus faible dose.
Il est calculé à partir des données de vente des distributeurs de produits phytosanitaires.
Rapporté à la surface agricole utile (SAU), le NODU permet de déterminer le nombre moyen de traitements par hectare.
Cet indicateur est décliné selon les principaux usages des produits de protection des cultures :
- segment « usages agricoles classiques ou foliaires » ;
- segment « usages agricoles de traitements de semences » ;
- segment « usages non agricoles, amateurs et professionnels » ;
- segment « vert biocontrôle ».

Le segment « vert biocontrôle » concerne uniquement les produits ou agents d'origine naturelle utilisés en lutte biologique, qui se répartissent en quatre grandes familles : les macro-organismes auxiliaires (invertébrés, insectes, acariens ou nématodes), les micro-organismes auxiliaires (champignons, bactéries et virus), les médiateurs chimiques (phéromones d’insectes et kairomones), substances naturelles utilisées en lutte biologique (d'origine végétale, animale ou minérale).

## Méthode de calcul
Le NODU est calculé pour l'ensemble des cultures et l'ensemble des substances actives utilisées (environ 500 en France).
Le calcul est réalisé séparément pour chaque segment (« usages agricoles », « usages non agricoles », « traitements de semences » et « biocontrôle vert »).
Il fait appel à deux résultats intermédiaires évalués pour chaque substance, d’une part la quantité de substance active vendue (QSA) et d’autre part la « dose unité » de la substance active considérée (DUSA).
Le NODU est égal à la somme des quotients QSA / DUSA pour l'ensemble des substances actives.